# Dufay-bewerkingen
De Dufay-bewerkingen is een zevendelige instrumentale compositie van de Duitse Isabel Mundry.
Mundry zette zich een avond aan alle gepubliceerde motetten van Dufay om zijn "geheim" te ontrafelen. De door Dufay toegepaste polyfonie zorgde ervoor dat alle stemmen even belangrijk waren. Als je die stemmen (welke dan ook) moet zingen / spelen, dan blijf je dezelfde melodie horen, alleen de context waarin je speelt / zingt is licht gewijzigd. Dit is een overeenkomst met de uiteindelijk zeven delen die Mundry componeerde.

## Compositie
De muziek is direct te herkennen als zijnde uit de tijd van Dufay; muziek uit de overgangsperiode van middeleeuwen tot renaissance. De stemverhoudingen zijn polyfonisch. Toch is ook direct herkenbaar dat de muziek niet uit die periode komt. Het werk begint namelijk met een percussie-instrument, dat een krakend achtergrondgeluid fabriceert; niet direct iets wat in de Dufay-periode gewoon was. Daarnaast klinken natuurlijk moderne muziekinstrumenten. Mundry heeft de instrumentatie van Dufay niet overgenomen, waardoor belangrijke stemmen binnen zijn muziek naar de achtergrond zijn verhuisd, terwijl achtergrondstemmen naar voren zijn gehaald. Het geeft de compositie een mysterieus beeld mee, zoals ook de muziek van Dufay dat destijds opriep. Overigens heeft Mundry geen muziek van Dufay gebruikt; het is puur eigen compositiewerk.

## Delen
1. Pour ce que veoir je ne puis
2. Se la face ay pale
3. Helas mon dieul
4. Mon bien m’amour
5. Ce jour de l’an voudray joye mener
6. Or pleust a dieu qu’a son plaisir
7. Entre les plus plaines danoy.

## Samenstelling ensemble
- dwarsfluit, piccolo, hobo, Engelse hoorn, tenorhobo, klarinet, basklarinet
- viool, altviool, cello,
- slagwerk, piano

## Bron en discografie
- Uitgave Kairos ; Ensemble Recherche